# Procambarus vioscai
Procambarus vioscai är en kräftdjursart som beskrevs av Penn 1946. Procambarus vioscai ingår i släktet Procambarus och familjen Cambaridae. IUCN kategoriserar arten globalt som livskraftig.

## Underarter
Arten delas in i följande underarter:
- P. v. paynei
- P. v. vioscai